# Hàn Quốc tại Đại hội Thể thao Trẻ châu Á 2013
Hàn Quốc tham dự tại Đại hội Thể thao Trẻ châu Á 2013 ở Nam Kinh, Trung Quốc vào 16 – 24 tháng 8 năm 2013.
Hàn Quốc với 125 vận động viên tham gia vào 14 bộ môn thể thao.

## Tóm tắt huy chương

### Bảng huy chương
| Môn thể thao   | Vàng | Bạc | Đồng | Tổng cộng |
| -------------- | ---- | --- | ---- | --------- |
| Bóng rổ 3-on-3 | 0    | 0   | 1    | 1         |
| Điền kinh      | 2    | 1   | 3    | 6         |
| Nhảy cầu       | 0    | 0   | 1    | 1         |
| Đấu kiếm       | 0    | 1   | 0    | 1         |
| Bóng đá        | 1    | 0   | 0    | 1         |
| Bóng tay       | 1    | 1   | 0    | 2         |
| Judo           | 3    | 2   | 0    | 5         |
| Bắn súng       | 1    | 1   | 0    | 2         |
| Bơi lội        | 16   | 7   | 7    | 30        |
| Taekwondo      | 1    | 0   | 1    | 2         |
| Cử tạ          | 0    | 0   | 1    | 1         |
| Tổng cộng      | 25   | 13  | 14   | 52        |